# Miss Peru
Miss Peru kallas den som vinner den nationella skönhetstävlingen i Peru, och som sedan representerar Peru i Miss Universum. Peru har ställt upp i denna internationella skönhetstävling sedan 1952. Landets första representant, och därmed den första Miss Peru, var Ada Gabriela Bueno. Landet har aldrig vunnit den internationella tävlingen, men har placerat sig på topp tio ett antal gånger. 